# ノックアウトマウス

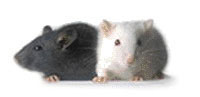
ノックアウトマウス

ノックアウトマウス（英: knockout mouse）または標的遺伝子破壊マウスとは、遺伝子ノックアウトの技法によって1個以上の遺伝子が無効化された遺伝子組換えマウスである。塩基配列は解明されているが、機能が不明な遺伝子の研究において、ノックアウトマウスは重要なモデル生物である。マウスの特定の遺伝子を不活性化させ、正常のマウスとの行動や状態を比較することで、研究者はその遺伝子の機能を推定することができる。
マウスは現時点では、遺伝子ノックアウト技法の適用が容易な動物の中で、もっとも人間に近い。これらは遺伝子ノックアウト実験に幅広く使用されており、とりわけ人間の生理機能に関連した遺伝子研究に使われる。ラットでの遺伝子ノックアウトはより難しく、2003年に成功したばかりである。
最初のノックアウトマウスは、1989年、マリオ・カペッキ、マーティン・エヴァンズ、オリヴァー・スミティーズらによって作り出された。これによって彼らは2007年のノーベル生理学・医学賞を受賞している。ノックアウトマウスを生成する方法と、マウス自身について、多くの国で私企業に特許が与えられている。

## 利用

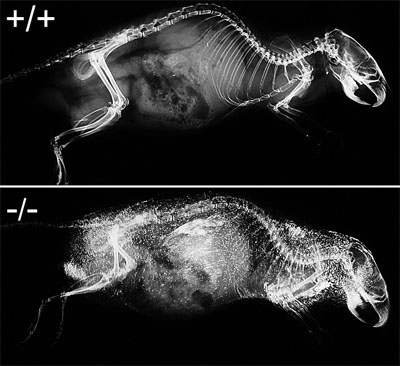
野生型（上）と、石灰化抑制因子であるFetuin-Aのノックアウトマウス（下）のX線画像の比較。ノックアウトマウスでは、全身至る所の骨に石灰化様病変が見られる。

遺伝子の活動をノックアウトすることによって、正常な状態の遺伝子の働きについての情報が得られる。人間はマウスと多くの遺伝子を共有している。ゆえに、ノックアウトマウスの性質を観察することで研究者は、人間の病気を引き起こす類似の遺伝子についてより詳しく理解することができる。
ノックアウトマウスが有効に使われている研究の例としては、癌、肥満、心臓病、糖尿病、関節炎、薬物乱用、不安障害、加齢とパーキンソン病など、様々な種類の調査とモデル化が挙げられる。ノックアウトマウスはまた生物学的・科学的研究で、薬物やその他の治療法の開発やテストに用いられる。
毎年、数百万頭のノックアウトマウスが、実験に利用されている。

## 系統
現在数千種類のノックアウトマウスの血統が存在している。多くのマウスのモデルには、非活性化した遺伝子から名前が付けられている。たとえば、p53ノックアウトマウスはp53遺伝子から名付けられている。正常状態だとこの遺伝子は、細胞分裂を停止させることによって腫瘍の発生を抑制している。人間でp53遺伝子の不活性化突然変異の子供は、リ・フラウメニ症候群となり、若年で骨癌、乳癌、白血病が発症する危険性が非常に高くなる。モデル名としてはその他、性質や行動をスマートに表現した名前が付けられる場合もある。

## 手法

遺伝子が混合した胚盤胞の製法

ノックアウトマウスの繁殖法。野生型の細胞とノックアウトされた細胞の両方を含んでいる胚盤胞を、仮親マウスの子宮に注入する。この処理により、胚盤胞のもともとの色の毛色を持った野生型のマウス（グレー）と、部分的に遺伝子がノックアウトされたキメラマウス（混色）の子が生まれる。キメラマウスは野生型（グレー）のマウスと掛け合わされる。これにより、白色でノックアウト遺伝子ヘテロ型の白色マウスと、グレーで野生型のマウスの子が生まれる。白色ヘテロのマウスのクロス交配を繰り返し、ノックアウト遺伝子がホモ接合のマウスを作り出す。（注意：本文の記述と若干相違している）

ノックアウトマウスを作り出すには様々な方法がある。以下は一般的な方法である。
1. ノックアウトする遺伝子をマウスのゲノムから分離する。そして、その遺伝子と周辺部分を含む塩基配列を創り出すが、全く同じではなく、不活性化するように一部変更される。通常、新しく作成する塩基配列には、マーカー遺伝子として、普通のマウスが持っていない特定の毒素に対する抵抗性の遺伝子や、観察可能な差異（色や蛍光など）をもたらす遺伝子が組み込まれる。
2. マウスの胚盤胞（初期のマウスの胚であり、球状の未分化細胞が胚体外細胞に囲まれている）由来の胚性幹細胞を分離する。胚性幹細胞は in vitro の細胞培養ができる。ここの例では白色のマウスから胚性幹細胞を得るものとする。
3. ステップ2で得られた胚性幹細胞にステップ1で作られた塩基配列を遺伝子導入する。これには電気穿孔法を用いる（電流を使うことで、DNAが細胞膜を通過する）。この操作を受けた胚性幹細胞のうちいくつかでは染色体の中でもともとの遺伝子があった場所に新しいDNA塩基配列が組み込まれる。これは相同組換えと言われる。そうなる理由は、もとの配列と新しい配列がかなりの程度類似しているためである。ステップ1で組み入れたマーカー遺伝子を利用し、実際に新しい塩基配列へ組換えを起こした胚性幹細胞は組換えを起こしていない胚性幹細胞から分離される。組換えが成功する確率はかなり低いため、遺伝子導入された部分に該当する相同染色体のうちの1つでのみ組換えが起こっている。この状態をヘテロ接合型という。
4. ステップ3で作成した相同組換えを起こした胚性幹細胞を、マウスの胚盤胞に注入する。この例では胚盤胞のマウスとしてグレーの種類を使用している。これらの胚盤胞は雌マウスの子宮に注入され、子マウスが出産される。胚盤胞は、グレー色のオリジナルと、白色の遺伝子工学処理を施されたものの、2つの細胞を含んでいる。新たに生まれたマウスはこのためにキメラになる。つまり体の一部がオリジナルの胚盤胞に由来し、他の部分は遺伝子操作された細胞に由来する。これらの毛色は白とグレーのまだらになる。
5. 新たに生まれたマウスのうち、生殖細胞（卵子もしくは精子）が、遺伝子操作された細胞由来のものだけが利用される。これらのマウスは白色マウスと掛け合わせると、全身が白色のマウスが生まれる。これらのマウスはまだ、機能的な遺伝子を1個以上持っているが、同系交配によってオリジナルの機能的な遺伝子を持たない（すなわち、ホモ接合型の）マウスを創り出す。

ノックアウトマウスの作成法は、ノーベル賞ウェブサイトの医学・生理学賞2007年度の項目に詳しく解説されている。

## 制約
アメリカ国立衛生研究所は、この技法の重要な制約について指摘している。
手法の全体において、胚性幹細胞がどの（マウスの）系統に由来するかによるばらつきがある。一般的に胚性幹細胞は、129系統という系統のマウスから造られる。この系統は多くの実験（たとえば行動実験など）に使うのに不適当であるため、その子孫を他の系統に戻し交配 (backcross) させるということが広く行われている。いくつかの遺伝子座は、ノックアウトするのが非常に難しいことが確認されている。その理由としては、遺伝子の反復、大量のDNAメチル化、ヘテロクロマチンの存在などが考えられる。129系統の遺伝子の中で、ノックアウトした部分に物理的に隣接する部分の遺伝子は取り除くのが難しく、この影響は隣接遺伝子効果（英: flanking-gene effect）と言われている。
他の制約として以下のようなものがある。通常タイプのノックアウト（つまり、条件付きではないノックアウト）マウスは、調査したい遺伝子が存在しない状態で成長するわけである。成長段階でその遺伝子が不活化されることが、成体段階での遺伝子の働きを覆い隠してしまう場合が時々ある。特に、その遺伝子が成長過程で何回も使用される場合問題になる。このような場合、条件付き変異/誘導可能変異の手法が必要になる。最初にマウスを正常に発生・成熟させて、その後対象となる遺伝子を機能的に除去するのである。

## 参照
1. ↑  naturenews, 19 May 2003
2. ↑  Y Zan et al., Production of knockout rats using ENU mutagenesis and a yeast-based screening assay, Nat. Biotechnol. (2003). Archived 2010年6月11日, at the Wayback Machine.
3. 1 2  genome.gov | Background on Mouse as a Model Organism
4. ↑  The Nobel Prize in Physiology or Medicine 2007 Archived 2010年10月16日, at the Wayback Machine.
5. ↑  http://www.genome.gov/12514551
6. ↑  Gerlai R (1996). “Gene-targeting studies of mammalian behavior: is it the mutation or the background genotype?”. Trends in Neurosciences 19 (5):  177–81. doi:10.1016/S0166-2236(96)20020-7. PMID 8723200.